# Segunda División del Libano
la Segunda División de Líbano (en árabe: الدوري اللبناني - الدرجة الثانية‎) es el segundo nivel del futbol en Líbano. Es controlada por la Federación Libanesa de Fútbol. Es una liga profesional, que fue establecida en 1934. Solamente se permiten dos extranjeros por equipo. Los 12 equipos juegan en un sistema de liga, a dos vueltas, una vez en su casa y la otra de visita. El campeón asciende a la máxima categoría, la Primera División.

## Campeones
- 2012-13 Salam Zgharta
- 2014-15 Al-Ijtimai Trípoli
- 2015-16 Al-Tadamon Tyre

## Equipos 2016-2017
- Al-Shabab Al Arabi
- Al Islah B.H.
- Shabab Al-Ghazieh
- Al-Mabarrah
- Homenetmen Beirut
- Al Ahli Nabatiya
- Nasr Brasilia
- Hekmeh
- Al-Ahli Saida
- Amal Maarka FC
- Al-Shabeba Al-Mazraah
- Al-Riadah wal Adab